# Эльвсборг (лен)
Э́львсборг (швед. Älvsborgs län) — лен в Швеции, существовавший до 31 декабря 1997 года, когда он был объединён с ленами Гётеборг-Бохус и Скараборг, образовав вместе с ними лен Вестра-Гёталанд. 
Центром лена являлся город Венерсборг. Северная часть лена включала территорию исторической провинции Дальсланд, южная — юго-запад провинции Вестергётланд.

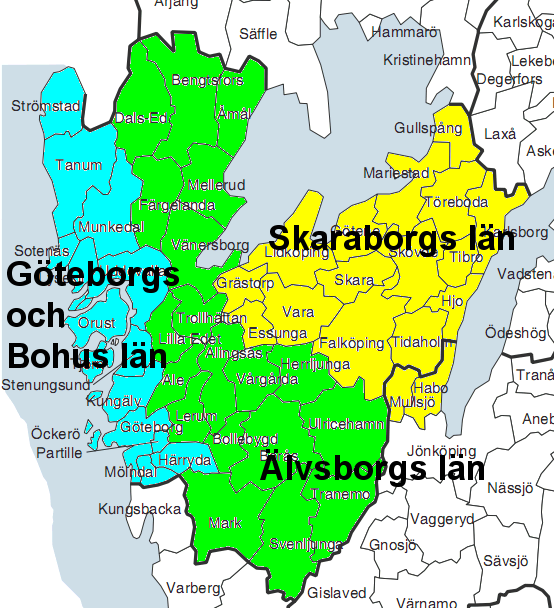
Объединение ленов западного Гёталанда в конце 1997 года

## История Эльвсборгского лена
Лен был образован в 1634 году и получил своё название от лежащей в устье Гёта-Эльва крепости Эльвсборг, которая когда-то имела для него чрезвычайно важное значение. Тем не менее, в 1660 г. было решено её срыть. В 1646—54 гг. на островке на р. Гёта-Эльв был построен бастион Новый Эльвсборг (Nya Älvsborg), но уже к XIX веку он не удовлетворял требованиям своего времени и был заброшен. Население лена в 1885 г. составляло 282 тыс. жителей.